# Bataille de Cerro Corá
 (novembre 2018).
Cerro Corá (entouré de colline en français), est une colline à une dizaine de kilomètres au sud-ouest de l'actuel municipalité de Pedro Juan Caballero au nord du Paraguay
C'est le dernier affrontement de la guerre de la Triple-Alliance qui a eu lieu le 1er mars 1870 qui opposa les dernières forces de l'armée du Paraguay à l'armée de l'empire du Brésil.

## Contexte
La fin de la guerre est marquée par l'épuisement du Paraguay et de sa population par les défaites successives. À la suite de la prise de Asunción le 1er janvier 1869 par l’armée brésilienne , une chasse à l’homme est engagée pour retrouver Francisco Solano López désormais considéré comme un « traitre » par le nouveau gouvernement provisoire paraguayen. 100 000 livres sont promises à quiconque réussira à le capturer.

## La bataille

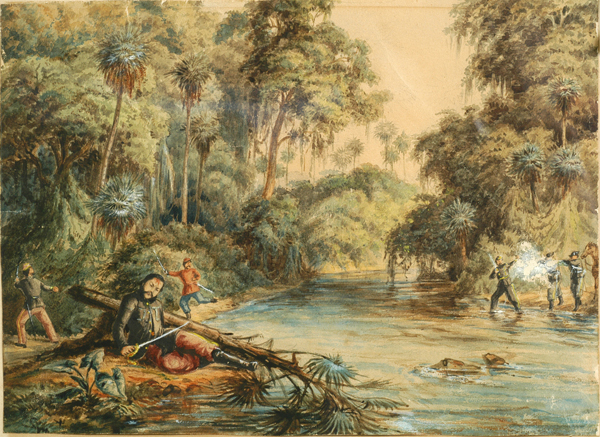
Mort de Francisco Solano López sur les rives de la rivière.

López rassembla ses quelques généraux et quelques troupes à Cerro Corá, sur la rive gauche du fleuve Aquidabán .
Dans le camp paraguayen la situation est critique. Les derniers civils et les derniers soldats sont en grande partie des vieillards , des femmes et des enfants habillés en haillons et souffrant de la faim. Le 26 février 1870, le général brésilien José Antonio Correia da Câmarase dirigea ses forces vers Cerro Corá avec pour mission de capturer le président paraguayen. Il avait été informé de l'état déplorable des Paraguayens.
L’attaque prit par surprises les paraguayen qui n’eurent pas le temps de fuir et ils durent laisser toutes leurs carioles et tous leurs bagages sur place. Francisco Solano Lopez était derrière une ligne de soldats paraguayen pour la plupart sans uniforme ou blessé, certaine armée seulement d’arme blanche. Rapidement ils furent mis en fuite par les cavaliers brésiliens.
Le fils de Solano Lopez alors âgé de 15 ans avec un grade de maréchal fut tué lors des affrontements. Son père accompagné de cavaliers fut isolé et blessé au ventre avec une lance par un cavalier brésilien. Malgré ceci il réussit à s’enfuir.

## Après la bataille
Deux soldats paraguayens vinrent en aide à Solano López, blessé, pour tenter de l'aider à fuir dans la forêt. Plus tard, le général brésilien Correia da Câmara s’approcha avec deux de ses hommes et trouva Francisco Solano López, seul et gravement blessé
Après la suite des événements sont floues et les versions diffèrent légèrement, certains accusant les brésiliens d’avoir exécuté sommairement López . Le général Correia présent lors des évènements rédigea plusieurs rapports aux éléments contradictoires. Mais à la suite d'une enquête du ministère de la guerre brésilien. Correia expliqua que le président paraguayen fut tué par un tir venant de derrière lui , après que ce dernier ait refusé de se rendre malgré les nombreuses demandes de déposer les armes.C'est à ce moment qu'il aurait prononcer cette phrase devenue célèbre au Paraguay "Muero con mi patria" (En français : Je meurs avec ma patrie)
L'épée du maréchal López fut envoyée par Correia da Câmara pour être remise à l'empereur Pedro II.

## Conséquences
Après cinq ans de guerre, le Paraguay est à bout de souffle, la moitié de son territoire est tombée aux mains des Alliés et sa population est décimée. Dans l'empire du Brésil, la guerre, compte tenu des coûts élevés de la guerre et de sa durée excessive, renforce le républicanisme, qui s'est particulièrement répandu dans le corps des jeunes officiers. Ce phénomène, associé à l'abolition progressive de l'esclavage (jusqu'en 1888) due au recrutement de nombreux volontaires noirs (affranchis), entraîne la chute de la monarchie en 1891.

## Postérité
Dans l'actuel parc national de Cerro Corá se trouve une stèle en hommage à Francisco Solano López et un musée sur la bataille. Le 1er mars est un jour férié au Paraguay sous le nom du journée nationale des héros (En espagnol: Día Nacional de los Héroes").